# Snazzy Maps
Snazzy Maps es una web creada por Atmist, con el objetivo de convertirse en una comunidad de desarrolladores centrados en la personalización de los mapas de Google basándose en su API (Application Programming Interface).
Atmist centra tres pilares en la creación de Snazzy Maps:
- El cliente - La experiencia de usuario
- El problema - La comunidad
- La optimización de la búsqueda[1]

## Historia
El proyecto se originó con la idea de aprovechar las funcionalidades de la tercera versión de la API de Google Maps. En un principio se pretendió dar a conocer a diversos diseñadores y desarrolladores esta novedad, dado que en su momento, su uso se reducía al de las páginas web personalizadas. El lanzamiento de la web se inició en octubre del 2013, llegando a su versión 2.0 en diciembre de 2014. Después, en marzo de 2015 se incluyó un plugin que trabaja con Wordpress para añadir y gestionar así la funcionalidad dentro del propio gestor. Recientemente, en noviembre de 2016 se publicó "Snazzy Info Window", un proyecto de código abierto alojado en Github, con el objetivo de desarrollar ventanas de información dentro de la visualización de los mapas, además de la personalización de los mismos.

## Funcionamiento
Cada usuario de Snazzy Maps puede crear un estilo, utilizando la herramienta incorporada en la web. Esta se basa en la edición por capas, teniendo en cuenta que cada capa representa un conjunto de elementos del mapa base. La herramienta también permite la edición por HTML para los usuarios más avanzados. Los estilos creados por los usuarios son totalmente gratuitos y protegidos con una licencia de Creative Commons.